# Donje Zuniče
Donje Zuniče (cyr. Доње Зуниче) – wieś w Serbii, w okręgu zajeczarskim, w gminie Knjaževac. W 2011 roku liczyła 374 mieszkańców.